# Dogonspråk
Dogonspråken talas av dogonfolket i Mali. Det finns omkring 600 000 talare och minst 15 varieteter, av vilka vissa inte är ömsesidigt förståeliga. De är tonspråk med två nivåtoner. 
Dogonspråkens ställning inom Niger-Kongospråken är oklar. Olika teorier har framförts som placerar dem bland gurspråken, bland mandespråken eller som en självständig gren. Den senare teorin är den som nu föredras. Dogonspråken uppvisar endast några rester av ett substantivklassystem (ett är att mänskliga substantiv tar ett särskilt pluralsuffix). Detta har lett lingvister till slutsatsen att dogonspråken troligen avskilde sig från Niger-Kongofamiljen mycket tidigt. Den grundläggande ordföljden är subjekt objekt verb. 
Språken bambara och fula har utövat betydande inflytande på dogon, på grund av deras nära kulturella och geografiska band.

## Dialekter
Dogon har traditionellt beskrivits som ett enda språk, men Hochstetler et. al. (2004) uppskattade att dogonspråken i själva verket består av minst 17 internt starkt skiljaktiga språk, och senare fältarbete av Roger Blench tenderar att stödja detta. Bangi-me (bangeri-me), som tidigare ansågs vara en nordvästlig dogondialekt, faller helt utanför gruppen, enligt Blench (2005b).
Det bäst studerade dogonspråket är Toro So (Tɔrɔ Sɔɔ), talvarieteten av sanga, på grund av Marcel Griaules studier där och på grund av att Malis regering har valt ut Toro So för utveckling. Språken som talas på slätterna - tene ka, tomo ka och jamsay - har dock största antalet talare, och jamsay och tombo anses vara de mest konservativa varieteterna.